# Utbah ibn Rabi'ah
’Utbah ibn Rabi'ah (en arabe : عتبة بن ربيعة) (C.565-624), également connu sous le nom d'Abou al-Walid (en arabe : أبو الوليد) est l'un des principaux dirigeants païens de Quraych à l'époque de Mahomet. Il a été tué à la bataille de Badr. Il était connue pour être un ennemi de la religion musulmane, comme sa fille, Hind bint Utbah, avant de se convertir avec son époux des années après la Révélation. 

## Biographie

### Famille
Il est le père d'Abu Hudhayfa ibn Utba, al-Walid ibn Utbah, Hind bint 'Utba et le beau-père d' Abu Sufyan ibn Harb. Utbah a été tué en 624 par Hamza ibn Abd al-Muttalib lors de la bataille de Badr. 
Le père d'Utbah était Rabi'ah ibn Abd Shams et sa mère était Atiqa bint Abdul Uzza de Banu Amir ibn Lu'ay. Il avait également un frère nommé Shaybah ibn Rabi'ah. Sa mère était la sœur de Suhayl ibn Amr. 

### Mort
Utbah a été tué en 624 lors de la bataille de Badr, comme il est raconté dans la collection de hadiths des Sunan Abi Dawood (14:2716). Ce document cite cette parole d'Ali ibn Abi Talib : 

« (À la bataille de Badr) Utbah ibn Rabi'ah s'avança suivi de son fils et de son frère et s'écria : « Qui parmi vous nous défiera dans un duel traditionnel de 3 champions ? » Quelques jeunes hommes des Ansârs ont répondu à son appel. Utbah leur a demandé : « Qui êtes-vous ? » Ils le lui ont dit. Il a répondu : « Vous êtes vraiment courageux. Cependant, nous nous attendons à affronter nos pairs, nos égaux, vos alliés de Quraish qui nous ont trahis ! » Hamza ibn Abd al-Muttalib a sorti son épée et a appelé deux d'entre nous pour le rejoindre, moi et Ubaydah ibn al-Harith. Hamza a foncé droit sur Utbah. Après quelques coups, Utbah gisait sur le sol. »

La bataille a commencé avec des combats individuels opposant trois membres de chaque camp des deux armées. Trois des compagnons de Mahomet qui étaient des Ansar se sont proposés pour le combat mais refusés par les Mecquois, qui étaient ennuyés à l'idée de déclencher des querelles inutiles et voulaient seulement combattre leurs équivalents de leur tribu, des Koreishites. Hamza s'est donc approché et a demandé à Ubayda et Ali de le rejoindre. Les musulmans ont envoyé les membres de la famille de Mahomet dans une mêlée à trois contre trois. Hamza ibn Abd al-Muttalib a tué son adversaire Utbah ibn Rabi'ah ; Ali ibn Abi Talib a tué son adversaire Walid ibn Utba ; Ubaydah ibn al-Harith (en) a été blessé par son adversaire Shaybah ibn Rabi'ah (en), mais l'a finalement tué. Les musulmans ont donc remporté ce combat traditionnel à trois contre trois, avant de remporter la bataille elle-même.

## Généalogie

### Femmes et enfants
Utbah s'est marié deux fois, ses femmes et ses enfants sont : 
- Safiyyah bint Umayya ibn Abd Shams, de Banu Umayya :

1. Hind bint Utbah, qui s'est mariée trois fois et a eu neuf enfants.
2. Atika bint Utba, qui a épousé Abu Umayya ibn Al-Mughira (en) et a eu une fille, Qariba.
3. Fatima bint Utba, qui a épousé Aqil ibn Abi Talib (en) et a eu dix enfants. Elle a également eu dix beaux-enfants d'une autre femme, Fatima bint Shayba ibn Rabi'a, sa cousine.
4. Umm Kulthum bint Utba, qui a épousé Abd ar-Rahmân ibn `Awf et a eu un fils, Salam.
5. Umm Aban bint Utba, qui a épousé Talha ibn Ubayd Allah et a eu cinq fils.

- Fatima bint Sufyan :

1. Abu Hudhayfah ibn Utbah, qui a épousé Sahla bint Suhail (en) et a eu un fils, Muhammad et un fils adoptif, Salim.
2. Walid ibn Utba, qui a épousé Barra bint Qays et a eu trois enfants, Fatima, Hind et Asim.
3. Khalid ibn Utba
4. Hashim ibn Utba
5. Shayba ibn Utba

## Voir également
- Liste des expéditions de Mahomet